# Horse Guards
Horse Guards è un edificio storico nella City of Westminster, a Londra, tra Whitehall e la Horse Guards Parade. Fu costruito a metà del XVIII secolo, in sostituzione di un precedente edificio, utilizzato come caserma e scuderia per la Household Cavalry, divenendo in seguito un importante quartier generale militare. Horse Guards funziona come un corpo di guardia che dà accesso tra Whitehall e St James's Park tramite i cancelli al piano terra. Originariamente formava l'ingresso al Palazzo di Whitehall e in seguito a St. James's Palace; per questo motivo è ancora cerimonialmente difeso dalla guardia del Re. Anche se ancora in uso militare, una parte dell'edificio ospita il Museo della Cavalleria aperto al pubblico.

## Storia

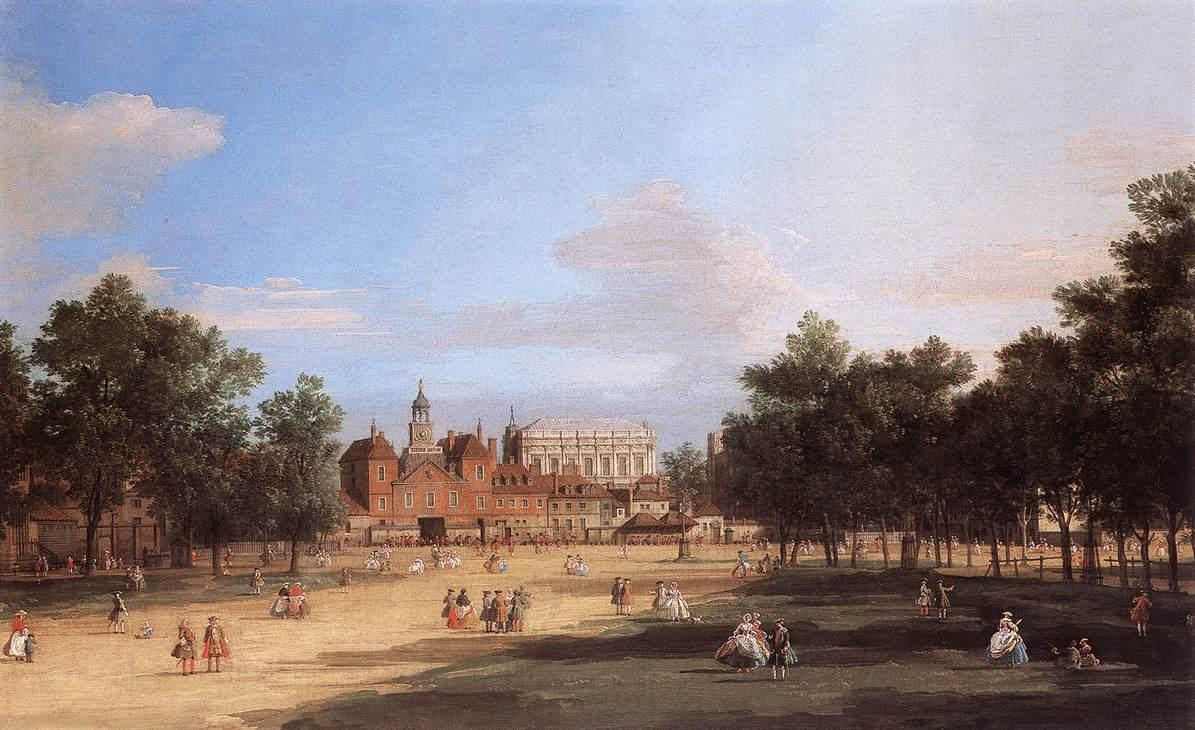
Old Horse Guards di St. James's Park nel 1749; quadro del Canaletto.

Il primo edificio delle Guardie a Cavallo fu commissionato dal re Carlo II nel 1663, sul sito di una scuderia di cavalleria che era stata costruita sul campo del Palazzo di Whitehall durante il Commonwealth of England. Costruito in mattoni rossi e costato circa 4000 sterline, comprendeva una sezione centrale con una torre dell'orologio, sotto la quale un arco collegava Whitehall con St. James's Park. Due ali racchiudevano un cortile con due grandi garitte per soldati a cavallo sul lato di Whitehall, di fronte al cancello del palazzo. L'ingresso al parco, allora giardino privato recintato, era controllato da speciali tessere d'avorio rilasciate ai cortigiani privilegiati, una tradizione che continua fino ai giorni nostri, sebbene le moderne tessere siano di plastica; solo il monarca ha il diritto di attraversare l'arco senza un pass. Inizialmente, l'edificio era destinato solo ad ospitare la Guardia del Re e comprendeva la scuderia per più di cento cavalli al piano terra, oltre a caserme separate per le guardie a piedi. A seguito di un incendio a Whitehall, nel 1698, la corte si trasferì nel Palazzo di St James, quindi la funzione delle guardie a cavallo cambiò per controllare l'accesso cerimoniale a St James's da Westminster.

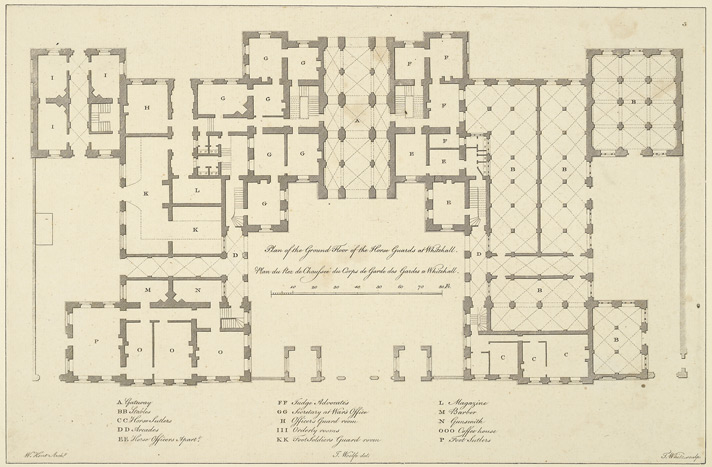
Una pianta del progetto di William Kent per le nuove Horse Guards, datata 1750, anno in cui iniziarono i lavori, ma dopo la morte di Kent.

Nei decenni successivi, Horse Guards fu sempre più utilizzato come sede di uffici amministrativi per il crescente esercito regolare e presto divenne sovraffollato. Anche il tessuto dell'edificio venne lasciato deteriorare; si diceva che pezzi di muratura cadenti fossero un pericolo per le sentinelle. Nel 1745, il re Giorgio II commissionò un nuovo edificio nell'elegante stile palladiano all'architetto William Kent. Dovendo riutilizzare lo stesso appezzamento di terreno, Kent riuscì a mantenere sostanzialmente lo stesso progetto dell'edificio originale, raddoppiando allo stesso tempo lo spazio interno. Kent morì nell'aprile 1748 prima che le vecchie Horse Guards fossero demolite; i lavori per il nuovo edificio iniziarono nel 1750 sotto la direzione dell'assistente di Kent, John Vardy e William Robinson dell'Office of Works. Il costo degli edifici fu di 65 000 sterline e ci vollero quasi dieci anni per completare i lavori. La Household Cavalry si trasferì nell'ala settentrionale dell'edificio incompiuto nel 1755; a quel tempo c'era una stalla per 62 cavalli rispetto ai 17 di oggi. In origine le due ali erano collegate al corpo centrale da fasci di un solo piano; nel 1803-1805 a questi furono aggiunti altri due piani, che diedero all'edificio l'aspetto odierno. La decisione di Kent di mantenere una torre dell'orologio barocca sul suo nuovo edificio palladiano portò a una peculiare miscela di stili, forse la causa per cui è stato descritto da Charles Knight come "l'edificio più brutto della metropoli".

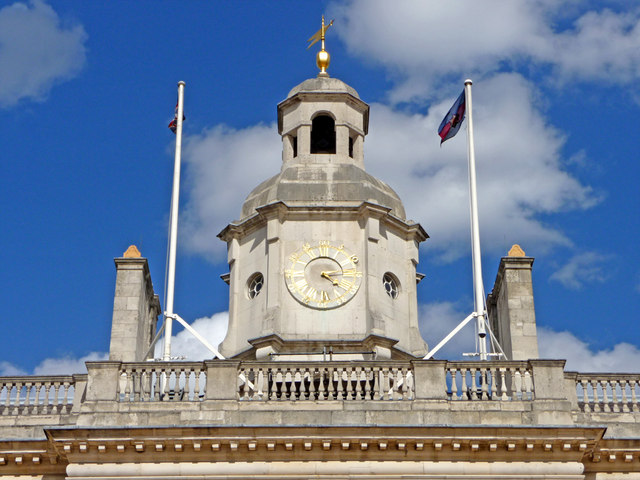
Orologio delle Guardie a Cavallo, risalente al 1756

L'edificio fungeva anche da uffici per i vari dipartimenti amministrativi responsabili del Segretario alla Guerra, che sarebbe poi stato formalizzato come Ministero della Guerra. A Horse Guards si trovava anche l'ufficio del comandante in capo delle forze armate. Quindi, per molti decenni il termine "Guardie a cavallo" è stato usato come metonimia per il quartier generale dell'esercito britannico. Due famosi occupanti dell'ufficio, in una stanza originariamente destinata alle corti marziali, furono il principe Federico, duca di York e Albany (1795–1809), comunemente ritenuto essere il "Grand Old Duke of York" nominato in una filastrocca per bambini, e il duca di Wellington ( 1827-1828 e 1842-1852). L'ultimo comandante in capo a Horse Guards fu il principe George, duca di Cambridge, che era così riluttante a trasferirsi nel nuovo edificio del War Office a Cumberland House a Pall Mall che la regina Vittoria dovette ordinargli di andarsene. La scrivania di Wellington è conservata nella stessa stanza, che ora è l'ufficio del maggiore generale che comanda la divisione delle famiglie e dell'ufficiale generale che comanda il distretto di Londra. Le Horse Guards divennero successivamente il quartier generale di due importanti comandi dell'esercito: il London District e la Household Cavalry.

## Orologio delle Guardie a Cavallo
L'orologio è collocato nella torretta sopra l'arco principale; ha due facce, una di fronte a Whitehall e l'altra che affaccia su Horse Guards Parade. Ogni quadrante ha un diametro di 2,26 metri. Batte il quarto d'ora con due campane. Originariamente realizzato da Thwaites nel 1756, l'orologio fu ricostruito nel 1815-1816 da Benjamin Lewis Vulliamy, l'orologiaio di re Giorgio III. Prima del completamento dell'orologio del Big Ben, nel 1859, l'orologio delle Guardie a Cavallo era il principale orologio pubblico di Westminster. Una macchia scura sopra il numero romano due sul quadrante dell'orologio dovrebbe segnare l'ora dell'esecuzione capitale di re Carlo I nel 1649, avvenuta nella carreggiata fuori Horse Guards. La cerimonia annuale di Trooping the Colour inizia quando l'orologio delle Guardie a Cavallo batte le undici.

## Museo della cavalleria domestica

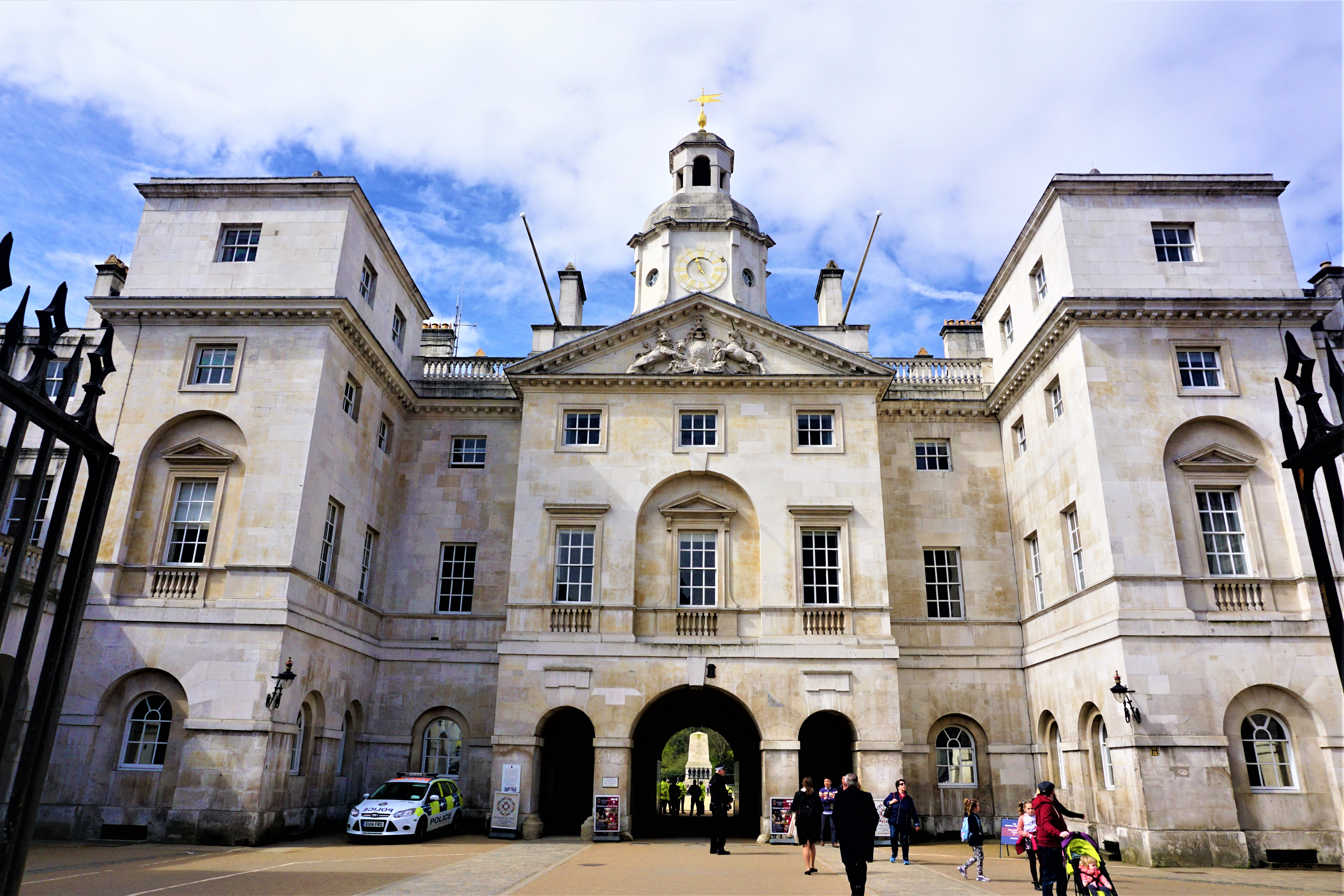
Horse Guards visto da Whitehall.

Lo Household Cavalry Museum è il museo ufficiale della Household Cavalry e si trova nelle Horse Guards. I visitatori possono vedere i cavalli nelle scuderie del XVIII secolo attraverso una parete vetrata. Viene spiegato l'addestramento e la storia del reggimento e mostrate le uniformi cerimoniali, le insegne, gli stendardi reali, i premi, gli strumenti musicali, le finiture dei cavalli e l'argenteria di Fabergé. I visitatori del museo sono invitati a guardare l'ispezione pomeridiana delle guardie e dei cavalli che si svolge tutti i giorni alle 16:00. Questa routine iniziò nel 1894 quando la regina Vittoria scoprì che le guardie bevevano e giocavano d'azzardo nel pomeriggio invece di occuparsi del loro lavoro. Proclamò che sarebbero stati puniti con un'ispezione alle quattro ogni giorno per i successivi 100 anni. Questa proclamazione e punizione è ufficialmente scaduta nel 1994, ma la regina Elisabetta II ha scelto di continuare l'ispezione per rispetto della tradizione.

## Cerimoniale

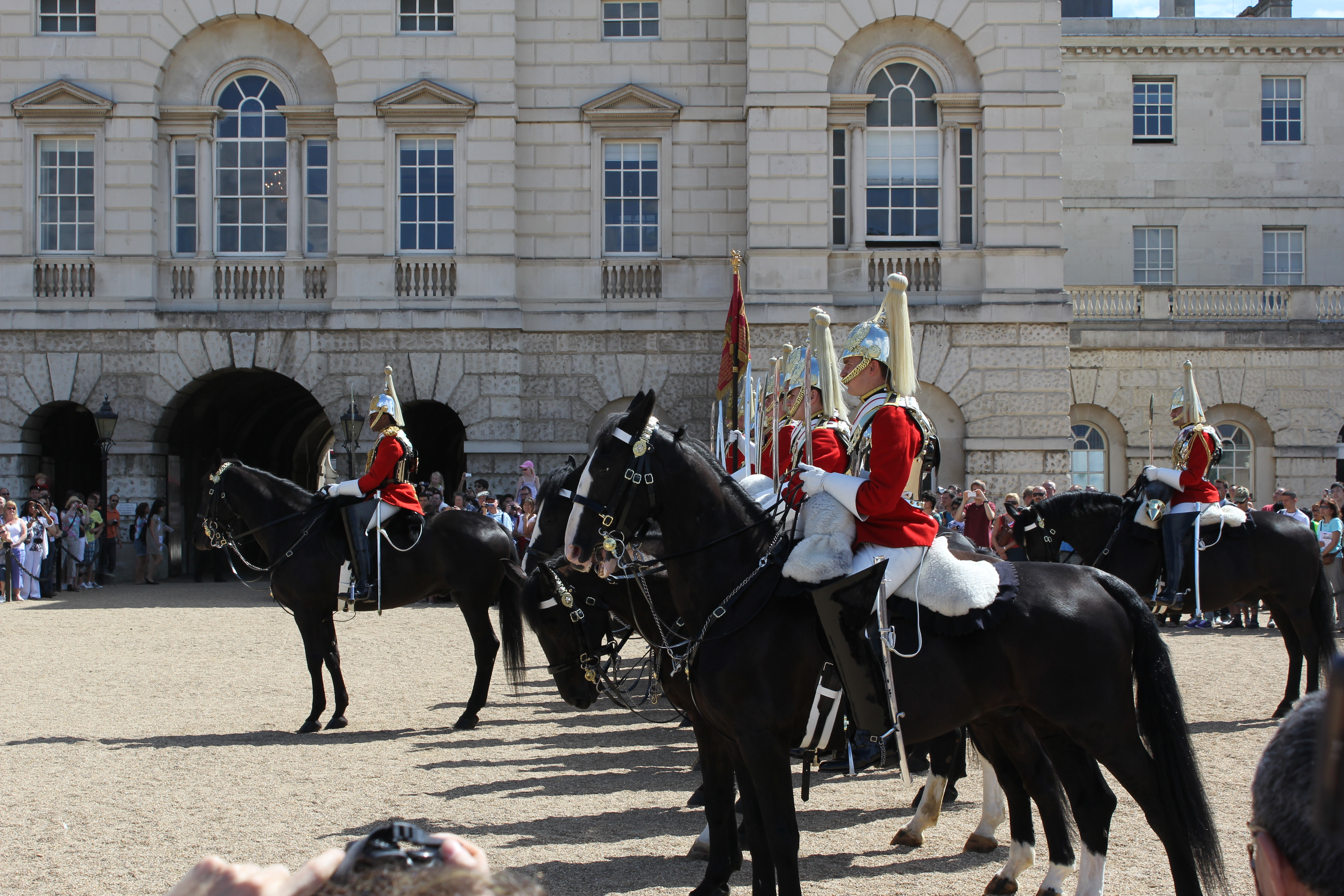
La cerimonia quotidiana del cambio della guardia della regina alla sfilata delle guardie a cavallo.

Ogni mattina, la King's Life Guard a cavallo parte da Hyde Park Barracks a Knightsbridge, passando per Hyde Park Corner, Constitution Hill e The Mall, per assumere le funzioni di guardia in una cerimonia alle 11:00 o alle 10:00 la domenica. La guardia è solitamente fornita dal reggimento di cavalleria della famiglia reale, che consiste in uno squadrone di ciascuno dei reggimenti di cavalleria della casa reale; le Life Guards che indossano tuniche rosse e pennacchi di elmo bianchi, e i Blues and Royals che indossano tuniche blu e piume rosse. Tuttavia, alcune altre unità montate dalla Gran Bretagna e da altri regni del Commonwealth occasionalmente montano la guardia; la King's Troop, la Royal Horse Artillery e la Royal Canadian Mounted Police ne sono esempi.
Quando il monarca è a Londra, la Guardia è composta da un ufficiale e da altri dodici graduati, tra cui un trombettista e un alfiere, nota come Long Guard. Quando il monarca non è a Londra, la Guardia si riduce a due sottufficiali e dieci soldati, nota come Short Guard.
La cerimonia del cambio della The Queen's Life Guard si svolge nella parata delle guardie a cavallo adiacente all'edificio omonimo. Due sentinelle a cavallo sorvegliano l'ingresso dell'Horse Guards a Whitehall dalle 10:00 alle 16:00 e vengono cambiate ogni ora. C'è una parata smontata alle 16:00 (descritta sopra) e due sentinelle smontate rimangono in servizio fino alle 20:00.

## Galleria d'immagini

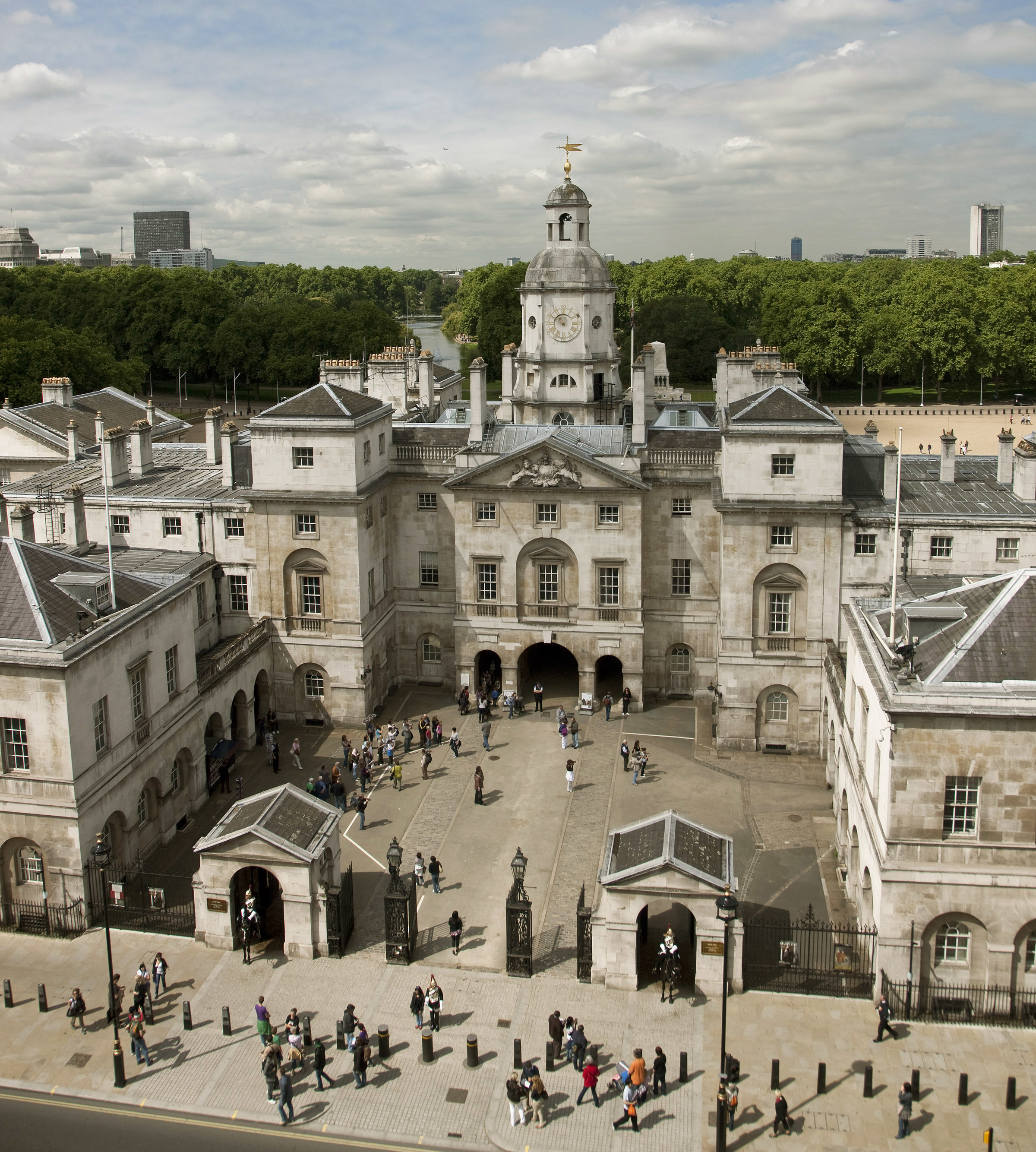
Veduta aerea di Horse Guards da Whitehall
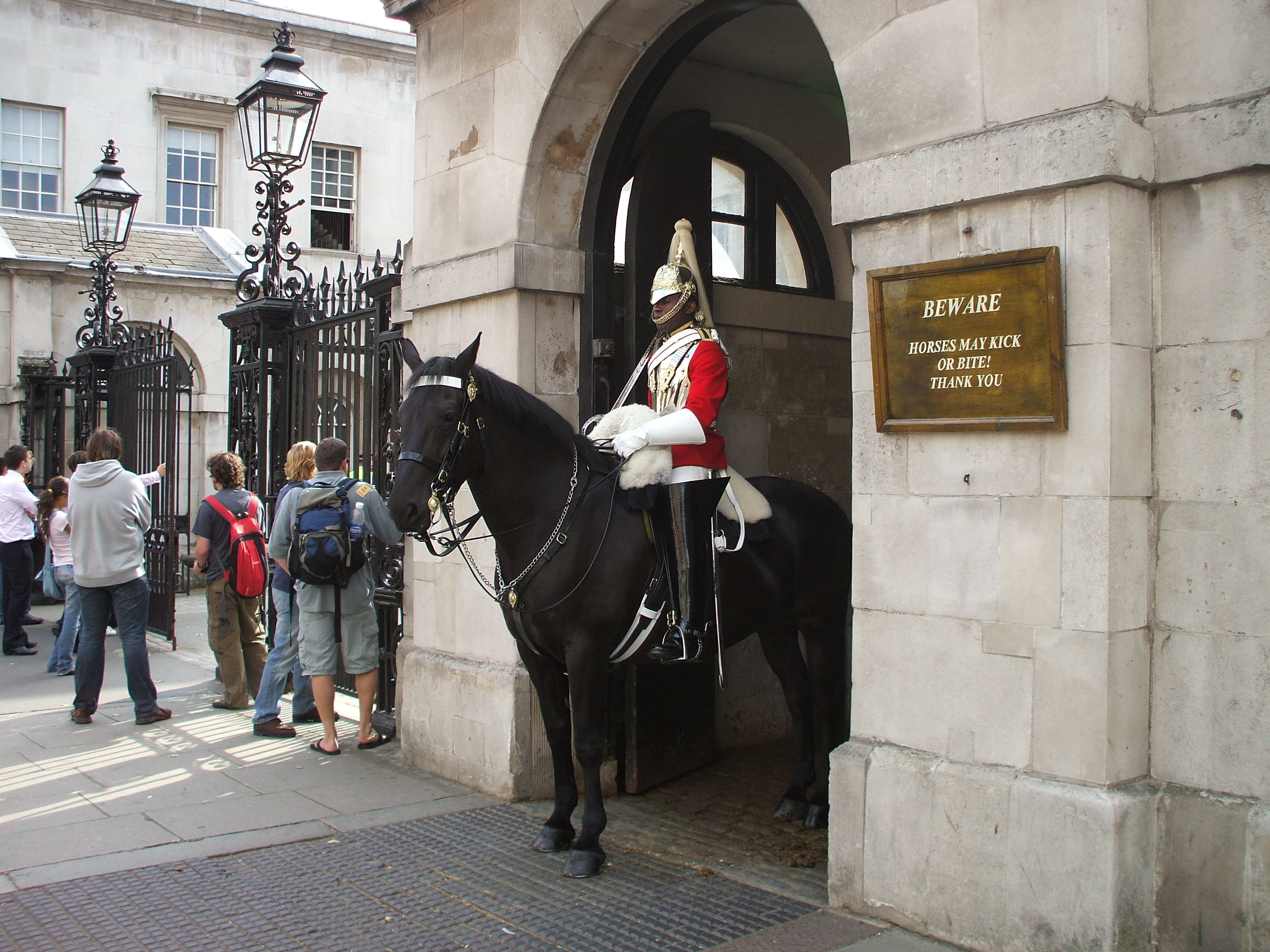
Un soldato delle Life Guards in servizio presso le Horse Guards
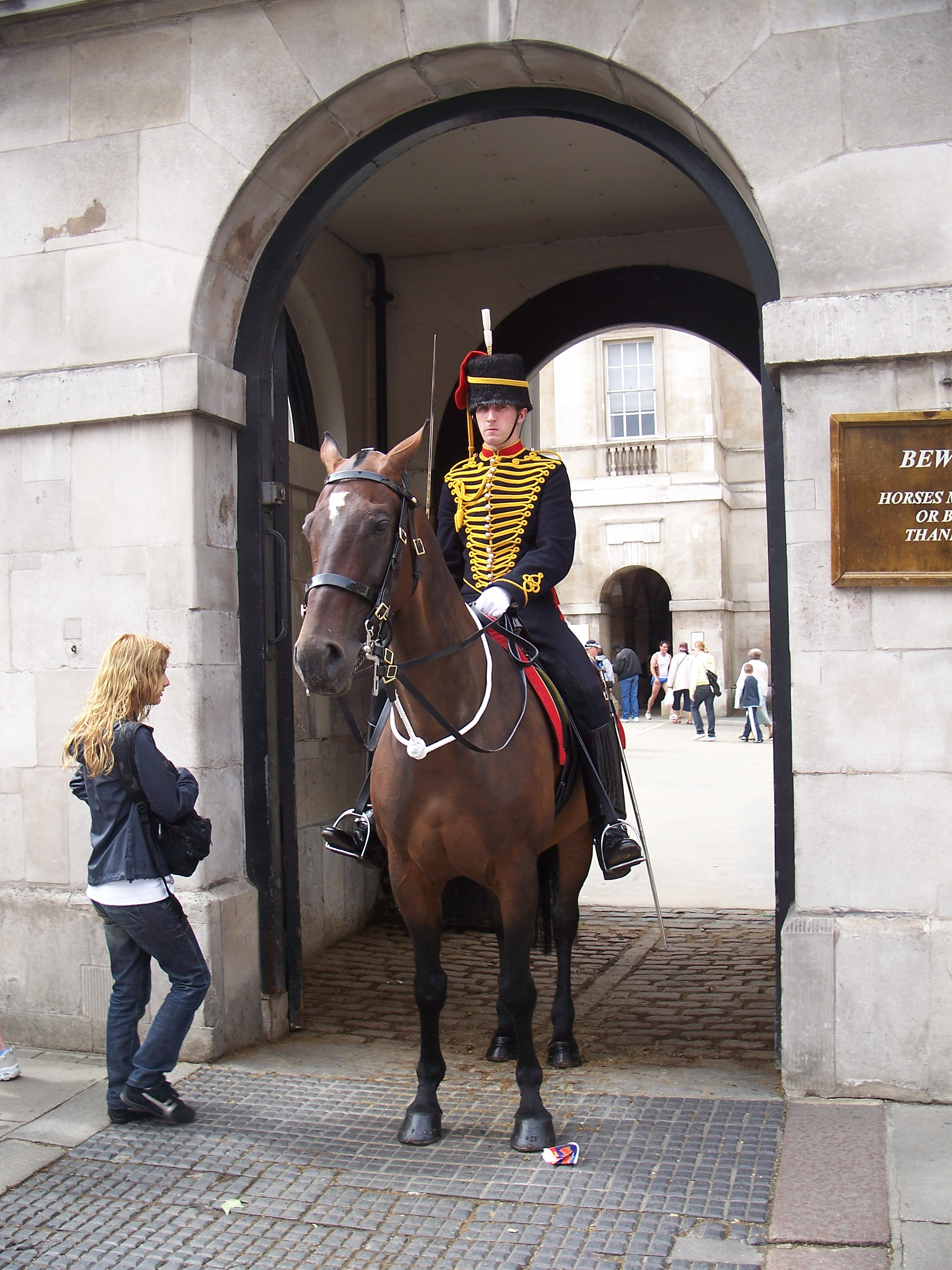
Un soldato delle King's Troop, Royal Horse Artillery in servizio presso le Horse Guards
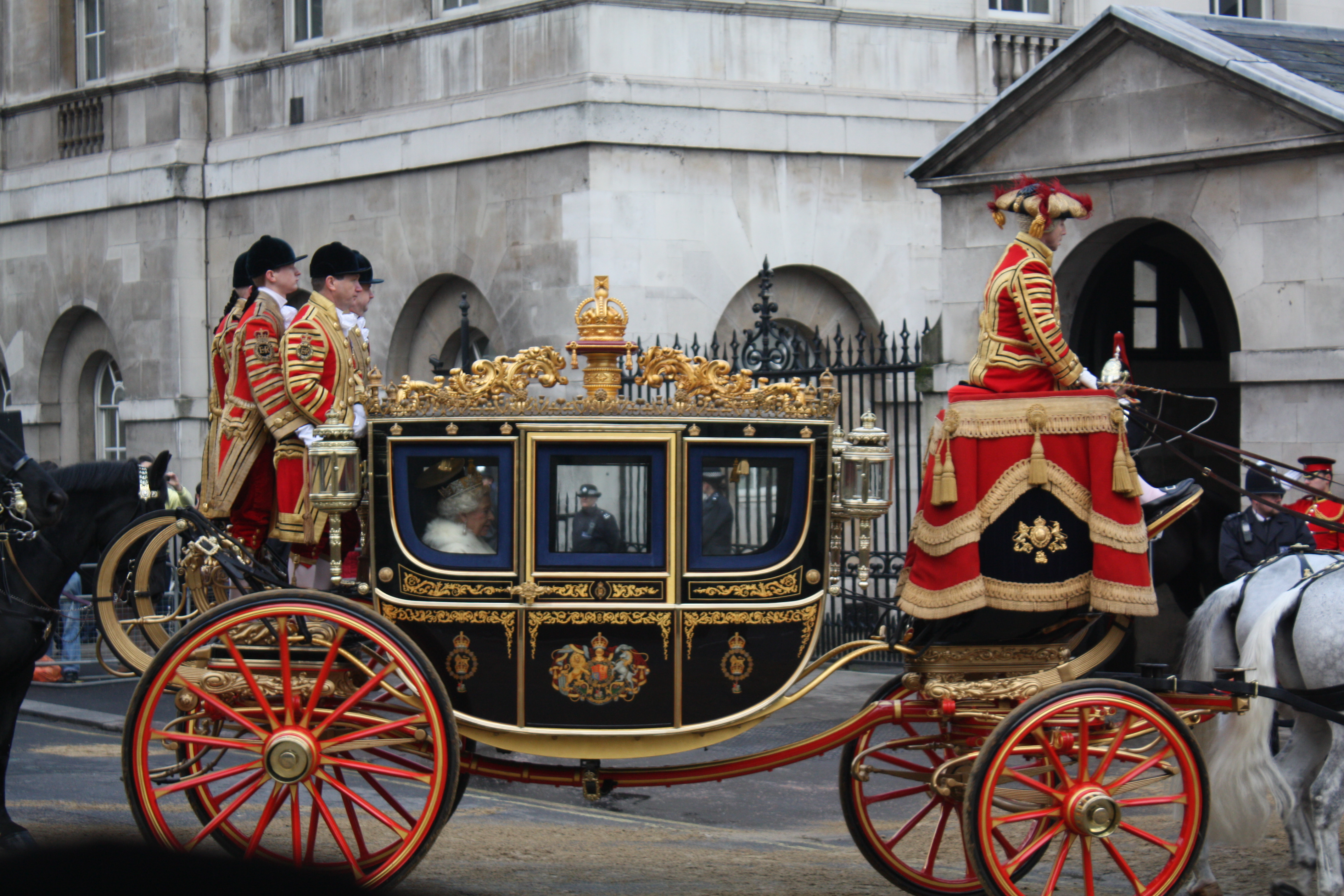
La regina si avvicina alle Horse Guards dopo l'apertura del Parlamento nel 2008.